# Edison Mug
Edison Pereira de Sousa, mais conhecido como Edison Mug (São Paulo, 15 de outubro de 1949) é um treinador e ex-futebolista brasileiro, que atuava como goleiro.
É o goleiro que mais atuou pelo Paulista FC, com 175 jogos, entre 1975 e 1981.
O apelido "Mug" surgiu de uma brincadeira do lateral-direito Baiano, inspirado no bonequinho "Mug da Sorte", criação do cantor Wilson Simonal.

## Carreira

### Atleta
Começou a jogar nas categorias de base da Portuguesa de Desportos em 1963.
Profissionalizou-se no EC São José em 1967, trazido pelo radialista Juarez Soares. Naquele ano, ganhou a vaga de titular disputando a posição com Emerson Leão. Conquistou o Torneio do Vale do Paraíba de 1967, vencendo a final contra a Esportiva de Guaratinguetá.
O São José interrompeu suas atividades no futebol para a construção do novo estádio Martins Pereira, emprestando seus atletas.  Assim, jogou pela Ponte Preta em 1968 e pelo XV de Piracicaba, em 1969.
Retornou ao São José em 1970.
Em 1972, disputou o Campeonato Brasileiro pelo Sergipe. No mesmo ano, disputou o Campeonato Paulista pela Portuguesa Santista.
Em 1973, jogou o Campeonato Paulista pelo Marília.
Entre 1974 e 1976, atuou pelo Paulista de Jundiaí.
Em 1976, integrou a Seleção Paulista de Novos em uma turnê pela Coréia do Sul.
Em 1977, disputou o Campeonato Brasileiro pelo Mixto/MT.
Retornou ao Paulista de Jundiaí para o Campeonato Regional de 1978 e foi vendido ao Atlético Paranaense pelo qual disputou os Campeonatos Brasileiro e Paranaense de 1979.
Voltou ao Paulista em 1981 para a disputa do estadual.
Disputou o Campeonato Goiano de 1982 pelo Nacional de Itumbiara de onde transferiu-se para o Goiás em 1983. 
Foi o camisa do 1 do Goiás em 1983 e 1984, onde conquistou projeção nacional com defesas espetaculares que o habilitaram a ser eleito duas vezes como o "Goleiro do Fantástico".
Em 1987, voltou ao São José, conquistando o acesso à Primeira Divisão.
Em seguida, retornou ao Mixto de Cuiabá e conquistou o Campeonato Estadual de 1988, já com 39 anos.
Voltou a São José dos Campos, dessa vez, para vestir a camisa do Grêmio Olímpico de Futebol Santanense, na disputa da Terceira Divisão Paulista.
Aos 40 anos, encerrou a carreira jogando pelo CRAC, de Catalão/GO. 

### Fora dos campos
Após encerrar a carreira, Edison Mug não deixou o futebol, e tornou-se treinador de goleiros e técnico de equipes de base.
Assumiu a condição de auxiliar do técnico Pedro Celestino "Bala" de Freitas, no Grêmio Santanense.
Revelou Yuri Alberto, que foi seu jogador no sub-11 e o sub-13 do R-10 soccer (Escolinha de futebol de São José dos Campos).
Também trabalhou como professor de futebol na Prefeitura de São José dos Campos.

### Títulos
São José
- Torneio do Vale do Paraíba: 1967

Goiás
- Campeonato Goiano: 1983[9], 1986

Mixto
- Campeonato Mato-Grossense: 1988